# Rory Sparrow
Rory Darnell Sparrow (ur. 12 czerwca 1958 w Suffolk) – amerykański koszykarz występujący na pozycji rozgrywającego.

## Osiągnięcia
Na podstawie, o ile nie zaznaczono inaczej.
NCAA
- Uczestnik rozgrywek:
  - Elite Eight turnieju NCAA (1978)
  - turnieju NCAA (1978, 1980)
- Mistrz:
  - turnieju konferencji Eastern Eight (1978)
  - sezonu regularnego konferencji Eastern Eight (1978–1980)

NBA
- Laureat J. Walter Kennedy Citizenship Award (1986)[2]

Inne
- Sportowiec Roku Sports Illustrated (1987)